# بوكين

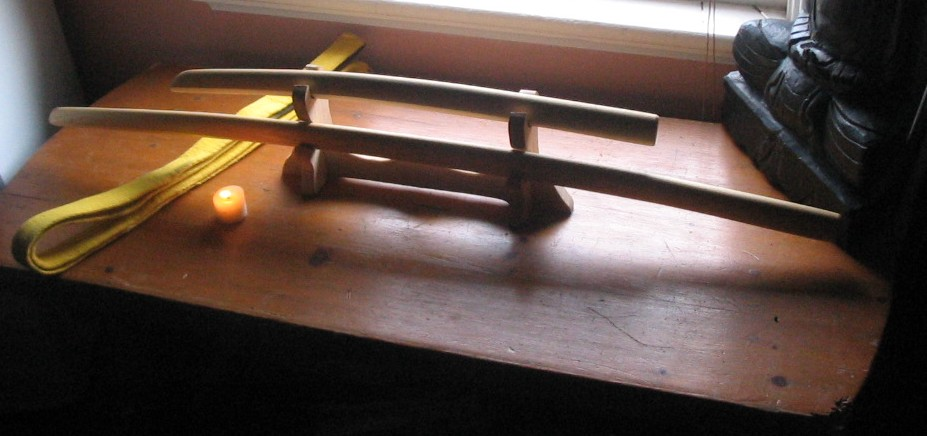

البوكين(باليابانية: 木剣) هو سيف ياباني من الخشب يستخدم للتدريب، عادة ما يكون حجمه وشكله مثل الكاتانا ولكنه في بعض الأحيان يشبه السيوف اليابانية الأخرى، مثل سيف واكيزاشى وتانتو، ينطق البوكين في اليابان بوكوتو. يشتهر هذا السيف في غرب اليابان. استُعملت أخشاب شجر الإسونوكي وأشجار أخرى في صنعه.

## معرض الصور
|  |  |  |  |  |